# Kronohäktet i Hudiksvall
Kronohäktet i Hudiksvall, i folkmun Göle, var ett cellfängelse som öppnades 1869 och lades ned 1996. Fastigheten är bevarad.

## Historia
Anstalten var till utseendet likt de andra enrumsfängelser som uppfördes vid denna tid, som ett resultat av den fängelsereform som beslutats vid 1844 års riksdag. Byggnaden var i tre våningar hade 24 celler och därtill domstolslokal och direktörsbostad och byggnadskostnaden var 60 403 kronor. Omkring 1930 genomfördes en omfattande reparation och modernisering av byggnaden. 
Fängelset avvecklades 1996. Fastigheten såldes och innehåller nu kontor och verksamheter.